# 공도 제1호선 (이스라엘)

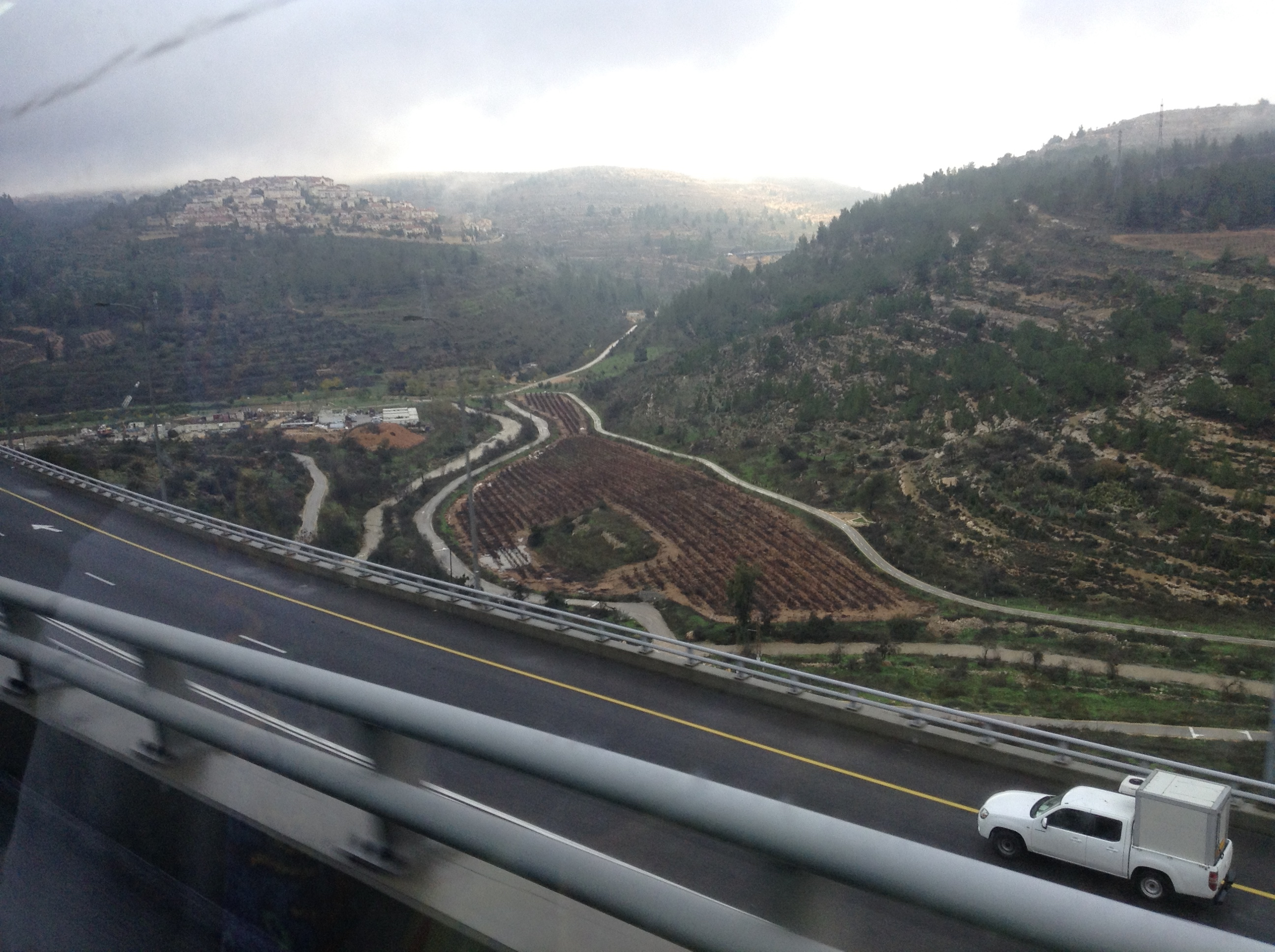
예루살렘을 지나가고 있는 공도 1호선

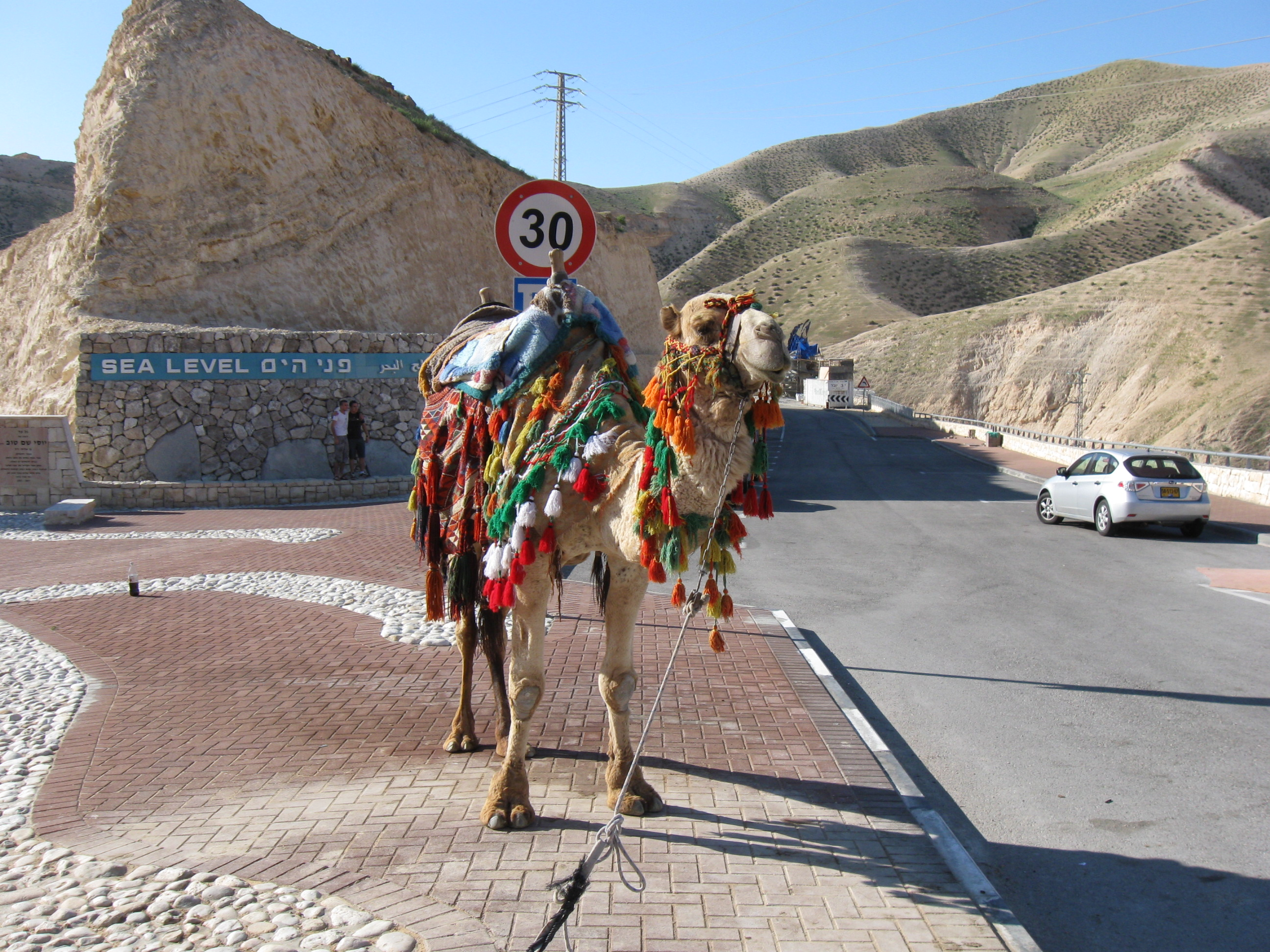
해수면이 전망대로 이루어져 있는 곳

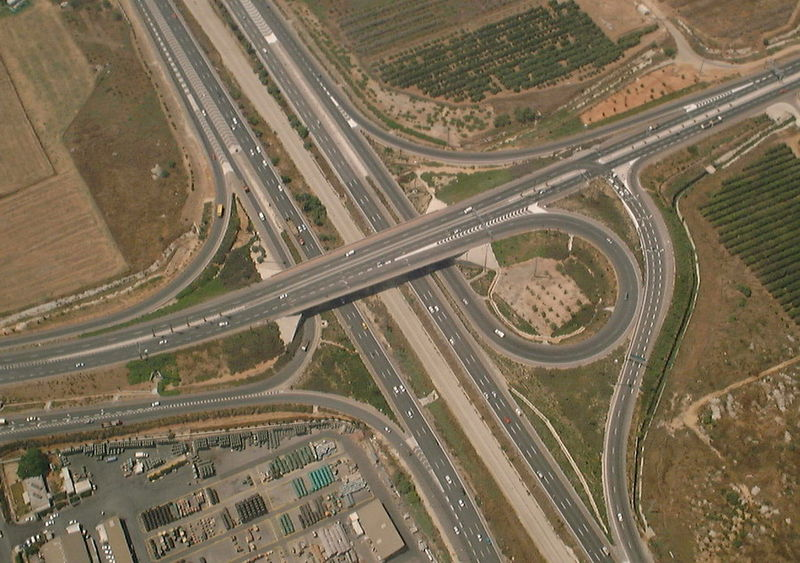
공도 1호선과 접촉하고 있는 국도 412호선의 모습. 해당 나들목은 샤프림 나들목이다. 웬만하면 한국의 고속도로와 흡사한 분위기를 가지고 있다.

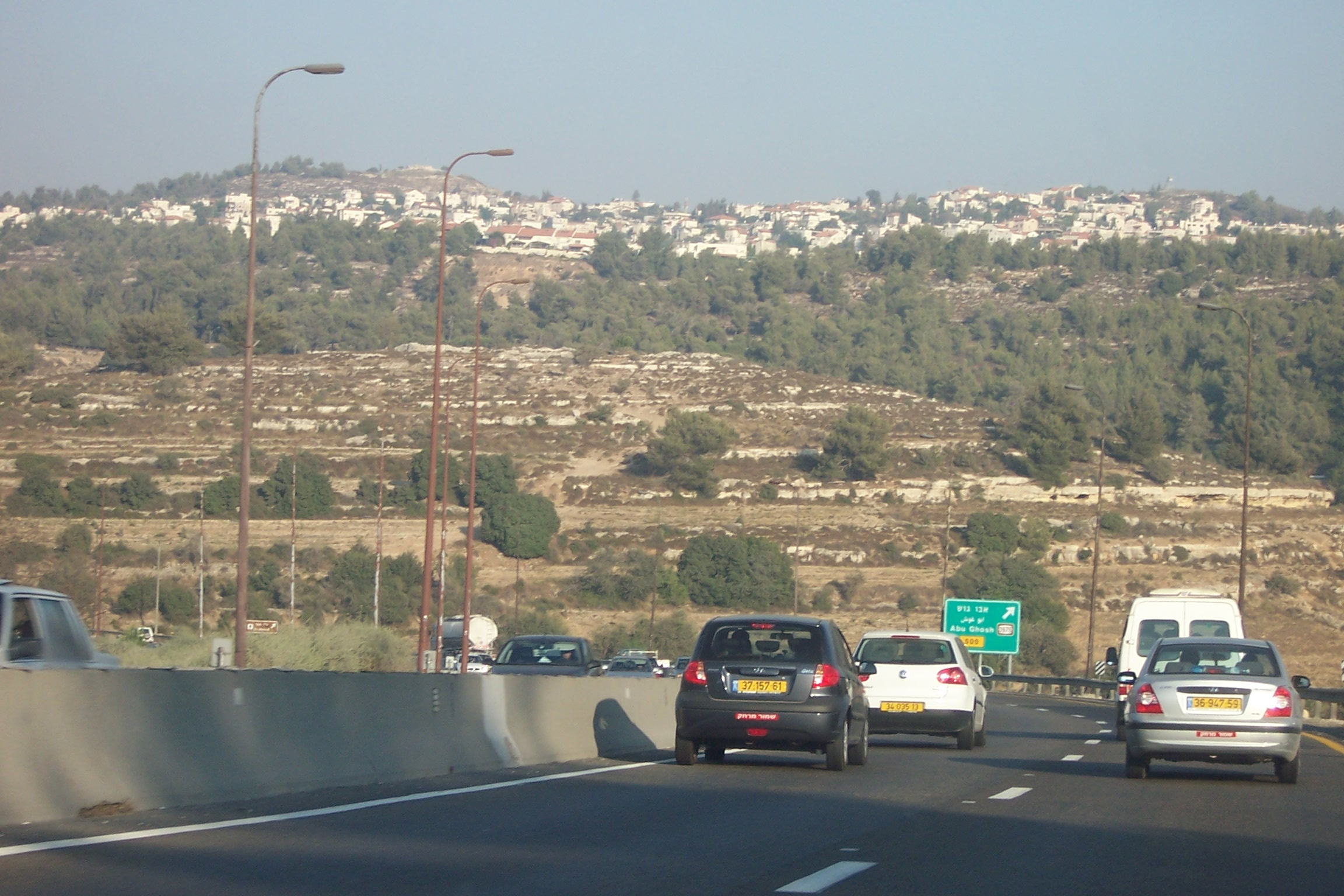
2013년부터 본격적으로 다시 개량된 형태로 구축시키고 있는 공도 제1호선의 모습. 한국의 경인고속도로가 노후화되어 재설계를 하는 것과 비슷한 느낌이 있다. 해당 방향은 동쪽 방면으로 향하는 것이다.

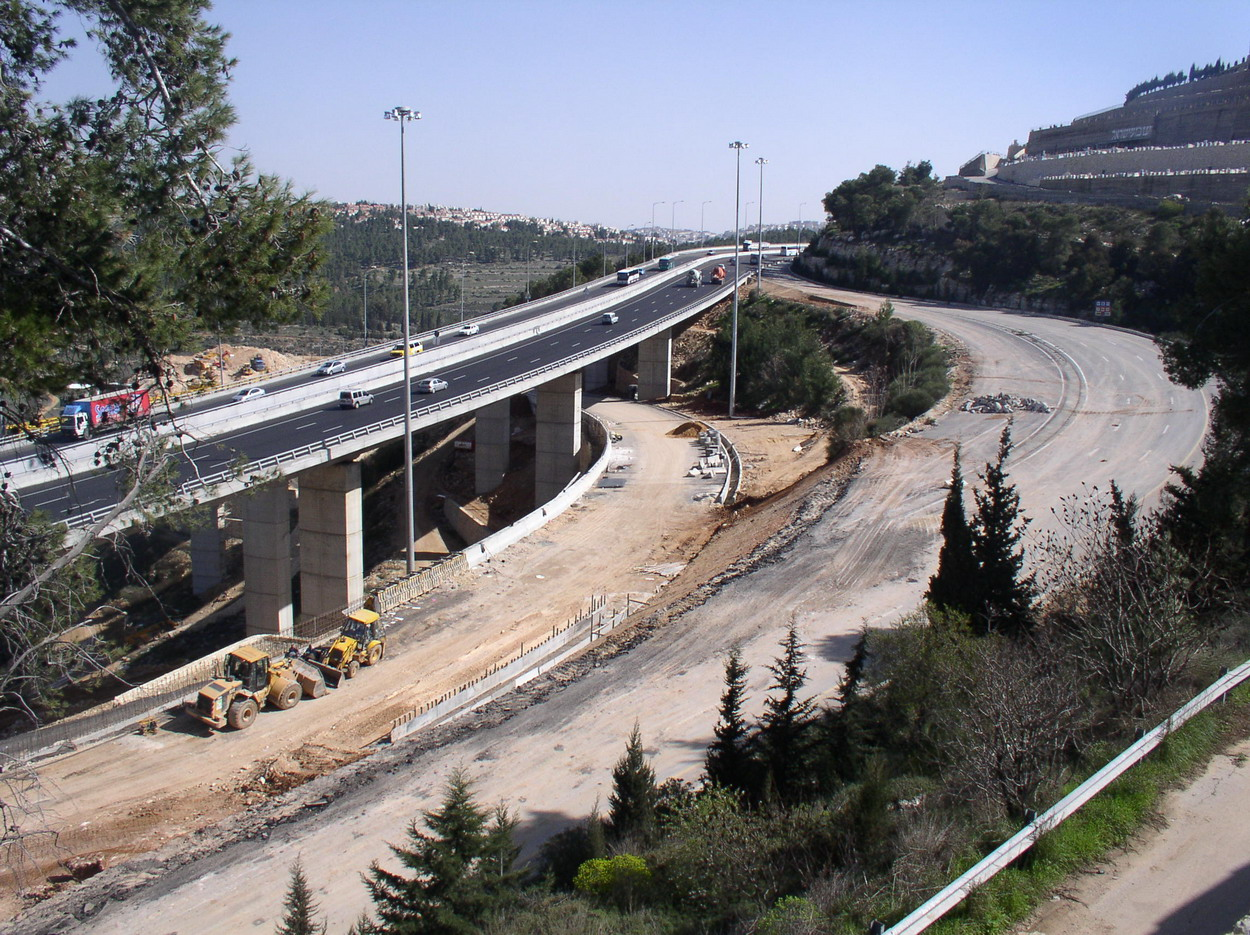
샤아르모리아 나들목 전경.

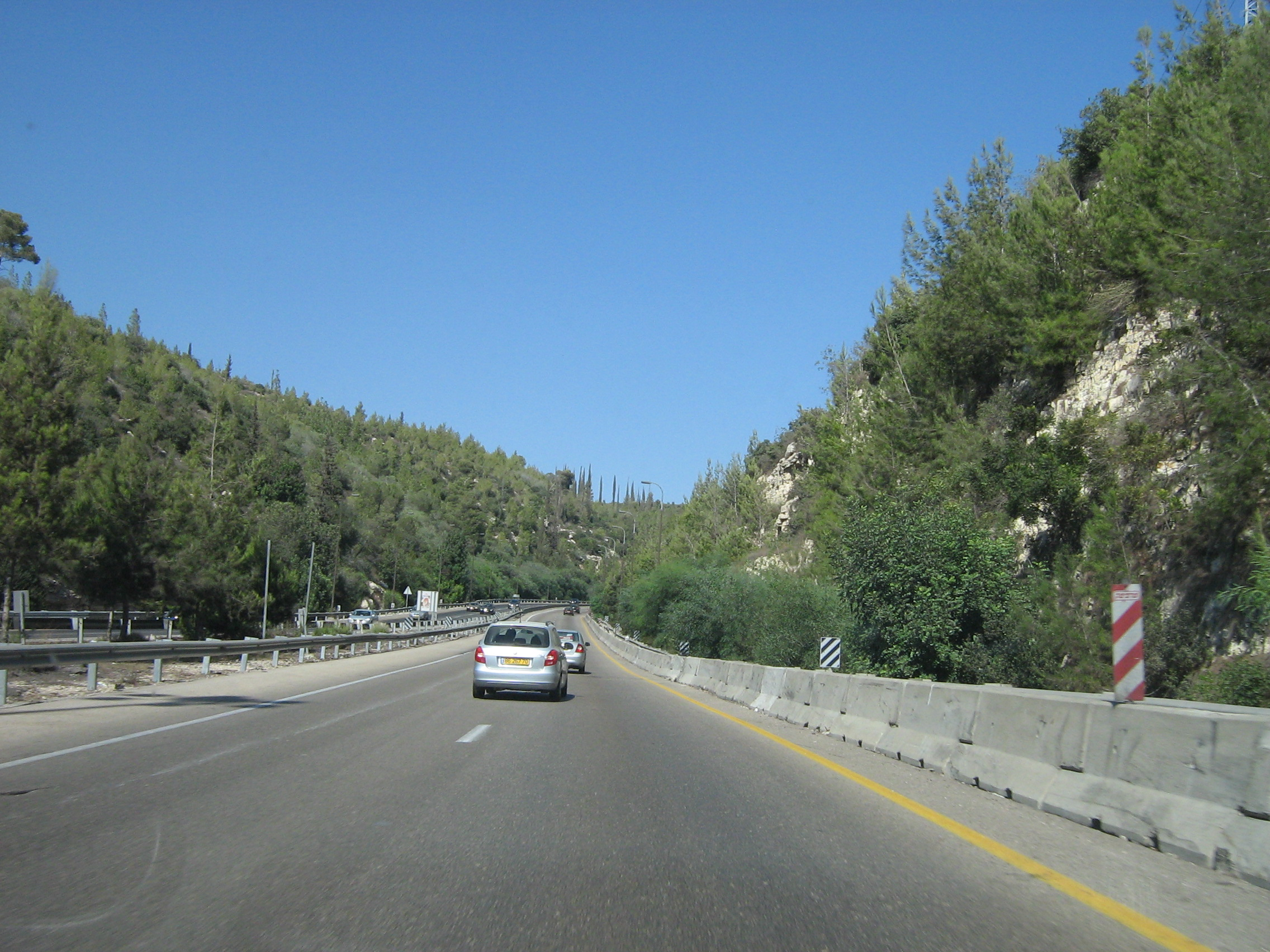
2013년부터 2017년까지 대대적인 리뉴얼 공사를 단행시킨 공도 1호선(샤아르하가이~예루살렘 선)의 실제 모습

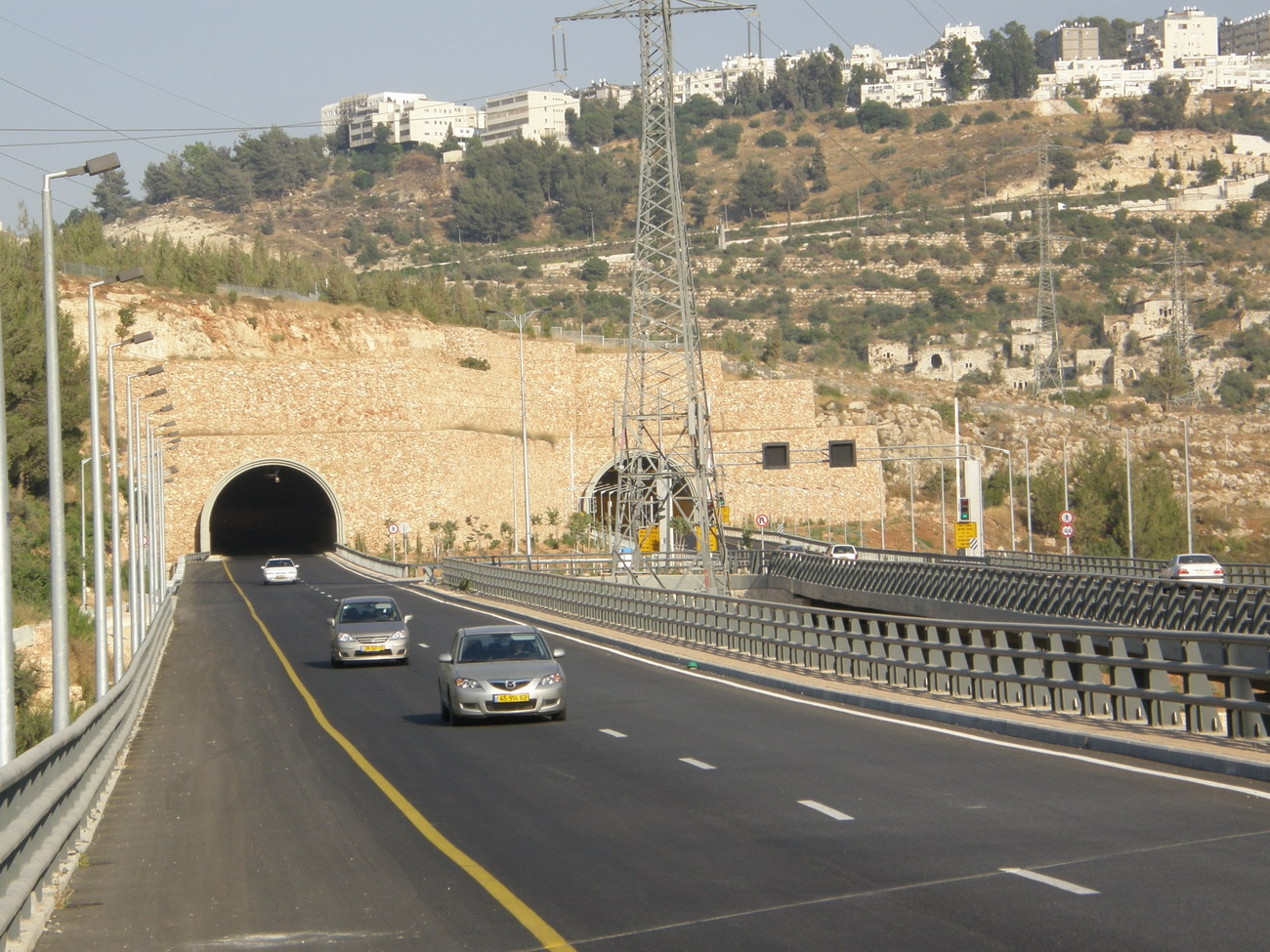
예루살렘 9번 도로를 종단하고 있는 쌍둥이 터널과 교량의 모습

공도 제1호선(Highway 1,히브리어: כביש 1)은 텔아비브에서 요르단 계곡까지 이어주는 총 연장 94km의 구간을 가진 주요 도로이다. 그러나 이 도로는 텔아비브의 서부 지역에서 예루살렘까지는 공도 제90호선과도 직접 접촉한다. 또한 별명은 야파 거리이기도 하다. 하지만 이 도로는 예루살렘까지의 숫자 1은 청색으로 표시되어 있는 반면, 예루살렘을 기준으로 그 동쪽 지역인 사해까지는 적색으로 표기한다.

## 주요 경유지 및 연선 시설
- 텔아비브
- 가노트(영어판)
- 베이트다간(영어판)
- 벤구리온 국제공항
- 로드
- 하디드 (이스라엘)(영어판)
- 크파다니엘(영어판)
- 크파슈무엘(영어판)
- 라트룬(영어판)
- 샤아르하가이(영어판)
- 쇼어쉬(영어판)
- 네베 일란(영어판)
- 기릿여아림(영어판)
- 아부고쉬(영어판)
- 마아레하하미샤(영어판)
- 하르아다르(영어판)
- 베이트네코파(영어판)
- 아인헤메드(영어판)
- 메바세레츠 시온(영어판)
- 모짜(영어판)
- 베이트자이트(영어판)
- 라모트 (예루살렘)(영어판)
- 라마트슐로모(영어판)
- 예루살렘 라이트 레일
- 슈아팥(영어판)
- 잇사위야(영어판)
- 예루살렘
- 마아레아두밈(영어판)
- 알몬(영어판)
- 히즈마(영어판)
- 아론(영어판)
- 나비무사(영어판)
- 예리코
- 베이트하아라바(영어판)